# آنتونیا کمبل-هیوز
آنتونیا کمبل-هیوز (انگلیسی: Antonia Campbell-Hughes؛ ‏تلفظ نام‌خانوادگی: ‎/ˈkæmbəl/‎؛ ‏ زادهٔ ۷ سپتامبر ۱۹۸۲) هنرپیشه اهل بریتانیا است.
از فیلم‌ها یا برنامه‌های تلویزیونی که وی در آن نقش داشته‌است، می‌توان به ۳۰۹۶ روز تولید شده در سال ۲۰۱۳ آلبرت نابز، منطقه ۴۱۴، هرگز پیر نشو، آندرون، بازیگران ذهن و پولس، حواری مسیح (۲۰۱۸) اشاره کرد.